# Blocus de Malte
Pour les articles homonymes, voir Siège de Malte (homonymie).
Guerres de la Révolution française
Batailles
Bataille du convoi de Malte
Le blocus de Malte est un blocus maritime par la flotte britannique d'Alexander Ball,  avec l'aide des révoltés maltais d'Emmanuel Vitale, de l'archipel maltais pour obtenir la reddition des troupes d'occupation française entre 1798 et 1800.

## Contexte historique
Sur le chemin de sa campagne d'Égypte, Bonaparte s'empare de Malte et expulse de l'archipel l'ordre de Saint-Jean de Jérusalem avec une force expéditionnaire de 3 000 hommes sous le commandement de Claude Henri Belgrand de Vaubois en 1798.
Assez rapidement une mésentente s’établit entre les Maltais et les Français sur des questions d'abord religieuses. L’évêque de La Valette souhaitant garder des statues en argent de saints qui se trouvaient dans la cathédrale Saint-Jean de La Valette et donc possession saisissable des Hospitaliers, l'autorisation lui en étant donnée, sous condition de fournir aux autorités françaises l'équivalent en poids par d'autres pièces ou mobiliers d'argent. L'évêque va donc réquisitionner dans toutes les églises de Malte et de Gozo les pièces ou mobiliers d'argent. La population maltaise a compris cette réquisition comme venant de l'occupant français créant ainsi un fort mécontentement rapidement renforcé par la mise en place d'un impôt cette fois-ci à l'initiative des Français.
Rapidement des mouvements d'opposition aux Français se créent, attisés en sous-main par les Britanniques qui viennent de détruire la flotte méditerranéenne française à la bataille d'Aboukir le 1er août 1798 (13 navires perdus sur 17), permettant à la Royal Navy d'imposer un blocus maritime de Malte et appuyer une révolte des Maltais contre les autorités d'occupation françaises.

## Le blocus britannique

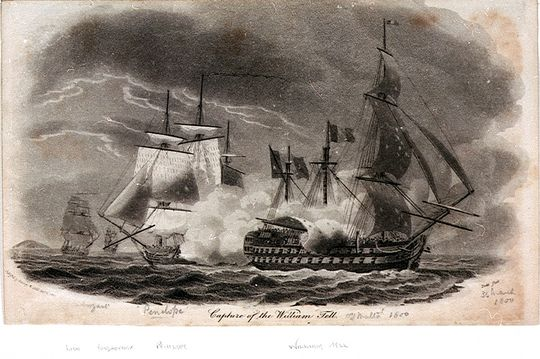
Capture du navire Guillaume Tell.

Les autorités françaises de Claude Henri Belgrand de Vaubois et les municipalités, mises en place par Bonaparte avant son départ de Malte pour l’Égypte, doivent faire face rapidement à des pénuries de nourriture. La garnison française qui vit sur l'habitant et la population maltaise vont rapidement épuiser la production et les stocks existants. Devant l'incapacité d'acheter de la nourriture en Sicile ou en Tunisie par manque de numéraire, Belgrand de Vaubois fait appel à la République française qui, en raison du blocus britannique, a de grandes difficultés à satisfaire les besoins aggravant le mécontentement de la population maltaise. Bien que de petites quantités de vivres arrivent sur l'île en 1799, celles-ci sont bloquées en 1800.
En février 1800, un convoi significatif sous les ordres de Jean-Baptiste Perrée part de Toulon afin de réapprovisionner la garnison française. Le blocus dirigé par Horatio Nelson parvient à l'intercepter et l'engage dans un bref combat. Perrée meurt lors de la prise du convoi par les Britanniques. Le mois suivant, le navire de ligne Guillaume Tell met la voile de La Valette à Toulon. Intercepté également par les Britanniques, les Français se rendent à l'escadron britannique.
Ces défaites rendent les positions françaises à La Valette intenables mais les troupes britanniques embarquées ne débarqueront pas avant la reddition des Français, laissant les révoltés maltais harceler la garnison d'occupation.

## La révolte maltaise
La pénurie de denrées alimentaires entraine une famine aussi bien parmi la population maltaise que parmi la garnison française. La maladie commence à faire son apparition, ayant un impact désastreux sur le moral, la santé et la capacité de combat des troupes françaises. La révolte de la population maltaise s'organise autour du meneur maltais Emmanuel Vitale qui harcèle les troupes d'occupation françaises. Bien que Belgrand de Vaubois soit parvenu à tenir plusieurs mois, elles se rendent aux Britanniques le 4 septembre 1800 alors que la mortalité au sein de la garnison atteignait une centaine de morts par jour en raison de la sous-nutrition et du typhus.

## La colonisation britannique
Malte passe sous occupation britannique, en 1802, le traité d'Amiens ordonne le rétablissement de la souveraineté sur l'île à l'ordre de Saint-Jean de Jérusalem mais rencontre l'opposition du Parlement britannique. Les Britanniques refusent alors de rendre l’archipel aux Hospitaliers et l’annexent officiellement à leur empire en 1816 après la signature du traité de Paris de 1814. Malte reste sous la juridiction britannique jusqu'en 1964, date à laquelle elle obtient son indépendance.